# Kelvin Leerdam
Kelvin Leerdam, né le 24 juin 1990 à Paramaribo au Suriname, est un footballeur international surinamien. Il joue au poste de milieu défensif.

## Biographie

### Carrière en club
Le 15 novembre 2021, l'option de son contrat n'est pas levée et il quitte l'Inter Miami.

## Palmarès
Avec le Vitesse Arnhem, il remporte la Coupe des Pays-Bas en 2017 avant d'obtenir la Coupe MLS en 2019 avec les Sounders de Seattle.